# Saraca declinata
Saraca declinata är en ärtväxtart som beskrevs av Friedrich Anton Wilhelm Miquel. Saraca declinata ingår i släktet Saraca och familjen ärtväxter. Inga underarter finns listade i Catalogue of Life.

## Externa länkar

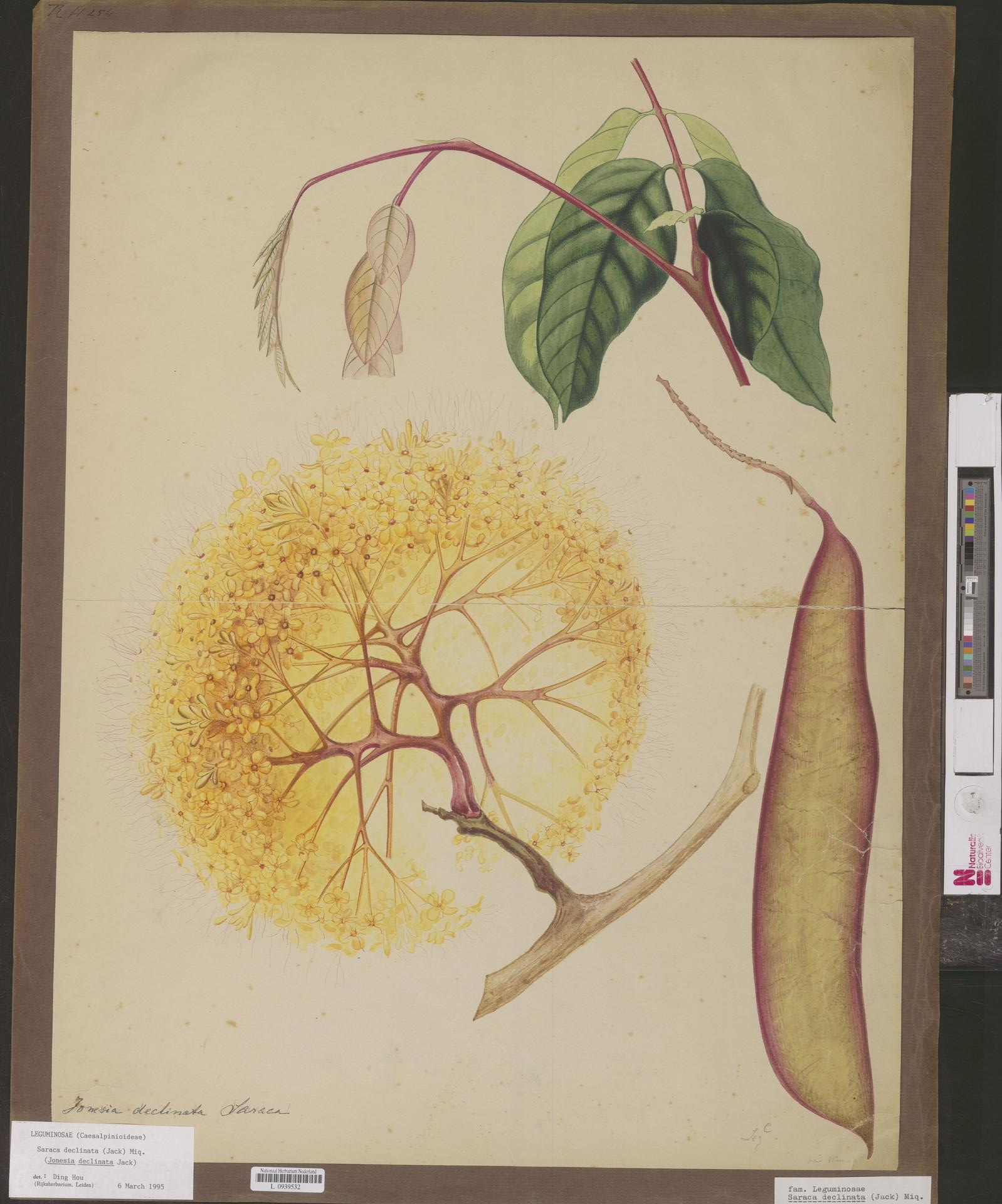
J. van Aken: Saraca declinata (Jack) Miquel, runt 1865.